# John Ingram (Jesuit)
John Ingram (* 1565; † 26. Juli 1594) war ein englischer Jesuit und Märtyrer.

## Leben
Er wurde während der Regentschaft von Elisabeth I. (reg. 1558–1603) in Stoke Edith, Herefordshire geboren, wahrscheinlich als Sohn von Anthony Ingram von Wolford, Warwickshire und Dorothy Ingram, der Tochter von Sir John Hungerford.
Seine Ausbildung begann er in Worcestershire und besuchte das New College of St. Mary in Oxford. Er konvertierte dann zum Katholizismus und studierte am Englischen Kolleg in Reims, am Jesuiten Kolleg in Pont-à-Mousson und am  Päpstlichen Englischen Kolleg in Rom.
Im Jahre 1589 wurde er in Rom in der Lateranbasilika ordiniert und ging im Frühjahr 1592 nach Schottland, wo er sich mit einigen mächtigen Leuten befreundete.
Am 25. November 1593 wurde er am River Tyne verhaftet und in Berwick, Durham, York und schließlich im  Tower of London eingekerkert und gefoltert. In London schrieb er zwanzig lateinische Xenien, die sich bis heute erhalten haben.
Ingram wurde wieder nach Norden gesandt und in York, Newcastle und Durham eingesperrt. In Durham kam sein Fall zusammen mit dem von John Boste und dem konvertierten Minister George Swallowell vor Gericht. Er wurde nach einem Gesetz verurteilt, das die bloße Anwesenheit eines Priesters in England, der im Ausland geweiht wurde, als Hochverrat erklärte, auch wenn er in England sein Priesteramt gar nicht ausgeübt hatte. Es ist überliefert, dass einflussreiche Schotten vergeblich der englischen Regierung 1000 Crowns boten, um sein Leben zu schonen.
Ingram wurde am 26. Juli 1594 in Newcastle upon Tyne (oder Gateshead) hingerichtet.
Er wurde 1929 von Papst Pius XI. seliggesprochen. Sein Gedenktag in der Liturgie ist der 24. Juli.